# Eccellenza Basilicata 2002-2003
Il campionato italiano di calcio di Eccellenza regionale 2002-2003 è stato il dodicesimo organizzato in Italia. Rappresenta il sesto livello del calcio italiano. Questo è il girone organizzato dal comitato regionale della regione Basilicata.

## Stagione

### Novità
Dal campionato di Eccellenza Basilicata 2001-2002 era stato promosso in Serie D l'A.S.C. Potenza, mentre il Tito, lo Sporting Avigliano e il Chiaromonte erano stati retrocessi nel campionato di Promozione Basilicata. Dal campionato di Promozione Basilicata 2001-2002 erano stati promossi in Eccellenza l'Abriola 90, la Santarcangiolese e il Brienza, classificatisi nelle prime tre posizioni. Dalla Serie D 2001-2002 era stato retrocesso il Pisticci.
L'"A.C. Matera" ha cambiato denominazione in "A.C. Gaetano Scirea Matera".

### Formula
Le 18 squadre partecipanti disputano un girone all'italiana con partite di andata e ritorno per un totale di 34 giornate. La prima classificata viene promossa in Serie D. La squadra seconda classificata viene ammessa agli spareggi nazionali per la promozione in Serie D. Le ultime tre classificate vengono retrocesse direttamente nel campionato di Promozione.

## Squadre partecipanti
| Squadra                          | Città (provincia)         | Stagione 2001-2002           |
| -------------------------------- | ------------------------- | ---------------------------- |
| F.C. Abriola 90                  | Abriola (PZ)              | 1º in Promozione Basilicata  |
| Pol. Baragiano                   | Baragiano (PZ)            | 5º in Eccellenza Basilicata  |
| U.S. Bernalda 2000               | Bernalda (MT)             | 12º in Eccellenza Basilicata |
| A.S. Brienza Calcio              | Brienza (PZ)              | 3º in Promozione Basilicata  |
| S.S.C. Cogliandrino              | Lauria (PZ)               | 7º in Eccellenza Basilicata  |
| Pol. Comprensorio Sport Pisticci | Pisticci (MT)             | 18º in Serie D/H             |
| A.C. Edilceramiche Calcio        | Potenza                   | 14º in Eccellenza Basilicata |
| Ferrandina Calcio                | Ferrandina (MT)           | 15º in Eccellenza Basilicata |
| F.C. Francavilla                 | Francavilla in Sinni (PZ) | 3º in Eccellenza Basilicata  |
| A.C. Gaetano Scirea Matera       | Matera                    | 13º in Eccellenza Basilicata |
| A.C. Horatiana Venosa            | Venosa (PZ)               | 3º in Eccellenza Basilicata  |
| A.C. Lagonegro                   | Lagonegro (PZ)            | 9º in Eccellenza Basilicata  |
| A.C. Ruggiero di Lauria          | Lauria (PZ)               | 4º in Eccellenza Basilicata  |
| S.S. Santarcangelese             | Sant'Arcangelo (PZ)       | 2º in Promozione Basilicata  |
| F.C. Sporting Genzano            | Genzano di Lucania (PZ)   | 6º in Eccellenza Basilicata  |
| A.S. Tricarico                   | Tricarico (MT)            | 8º in Eccellenza Basilicata  |
| A.C. Vietri                      | Vietri di Potenza (PZ)    | 10º in Eccellenza Basilicata |
| C.S. Vultur                      | Rionero in Vulture (PZ)   | 11º in Eccellenza Basilicata |

## Classifica finale
|  | Pos. | Squadra               | Pt | G  | V  | N  | P  | GF | GS  | DR  |
|  | ---- | --------------------- | -- | -- | -- | -- | -- | -- | --- | --- |
|  | 1.   | Bernalda 2000         | 81 | 34 | 25 | 6  | 3  | 74 | 19  | +55 |
|  | 2.   | Ruggiero di Lauria    | 79 | 34 | 24 | 7  | 3  | 83 | 22  | +61 |
|  | 3.   | FC Francavilla        | 75 | 34 | 22 | 9  | 3  | 65 | 20  | +45 |
|  | 4.   | Pisticci              | 72 | 34 | 21 | 9  | 4  | 69 | 27  | +42 |
|  | 5.   | Brienza               | 62 | 34 | 16 | 14 | 4  | 64 | 31  | +33 |
|  | 6.   | Sporting Genzano      | 52 | 34 | 15 | 7  | 12 | 44 | 34  | +10 |
|  | 7.   | Horatiana Venosa      | 51 | 34 | 15 | 6  | 13 | 50 | 35  | +15 |
|  | 8.   | Abriola 90            | 48 | 34 | 12 | 12 | 10 | 51 | 34  | +17 |
|  | 9.   | Edilceramiche Calcio  | 43 | 34 | 10 | 13 | 11 | 33 | 39  | -6  |
|  | 10.  | Cogliandrino          | 40 | 34 | 11 | 7  | 16 | 47 | 66  | -19 |
|  | 11.  | Vietri                | 40 | 34 | 11 | 7  | 16 | 44 | 65  | -21 |
|  | 12.  | Vultur Rionero        | 37 | 34 | 11 | 4  | 19 | 32 | 54  | -22 |
|  | 13.  | Baragiano             | 36 | 34 | 10 | 6  | 18 | 41 | 71  | -30 |
|  | 14.  | Tricarico             | 36 | 34 | 10 | 6  | 18 | 36 | 54  | -18 |
|  | 15.  | Lagonegro             | 35 | 34 | 10 | 5  | 19 | 40 | 61  | -21 |
|  | 16.  | Ferrandina            | 29 | 34 | 7  | 8  | 19 | 21 | 32  | -11 |
|  | 17.  | Santarcangiolese (-1) | 18 | 34 | 5  | 4  | 25 | 27 | 82  | -55 |
|  | 18.  | Gaetano Scirea Matera | 13 | 34 | 3  | 4  | 27 | 25 | 104 | -79 |

Legenda:
      Promossa in Serie D 2003-2004
      Ammessa ai play-off nazionali
      Retrocessa in Promozione 2003-2004
Note:
Tre punti a vittoria, uno a pareggio, zero a sconfitta.
La Santarcangiolese ha scontato 1 punto di penalizzazione.
La gara Santarcangiolese-Vultur è stata data persa per 0-2 a tavolino ad entrambe le società.
Il Lagonegro non si è successivamente iscritto in Eccellenza Basilicata 2003-2004, rimanendo inattivo.